# Punctul Capului

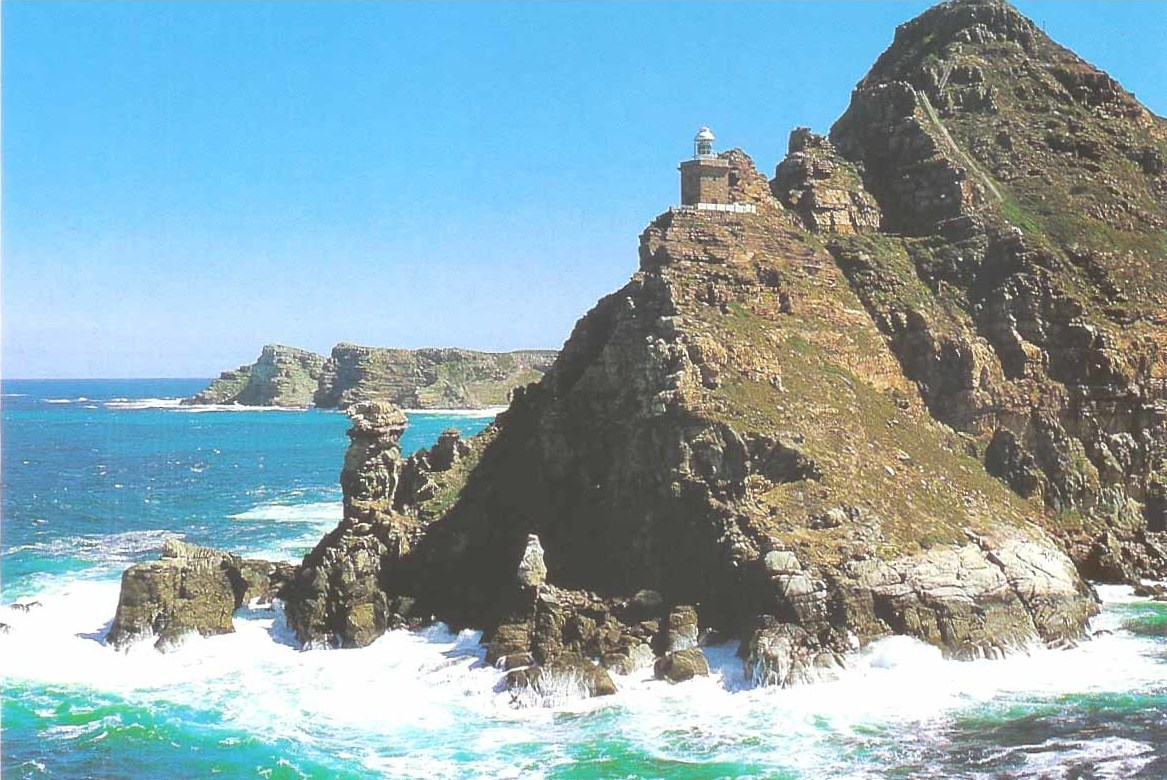
Punctul Capului în prim-plan pe stânga și Capul Bunei Speranțe chiar în spate la aproximativ 2,3km distanță

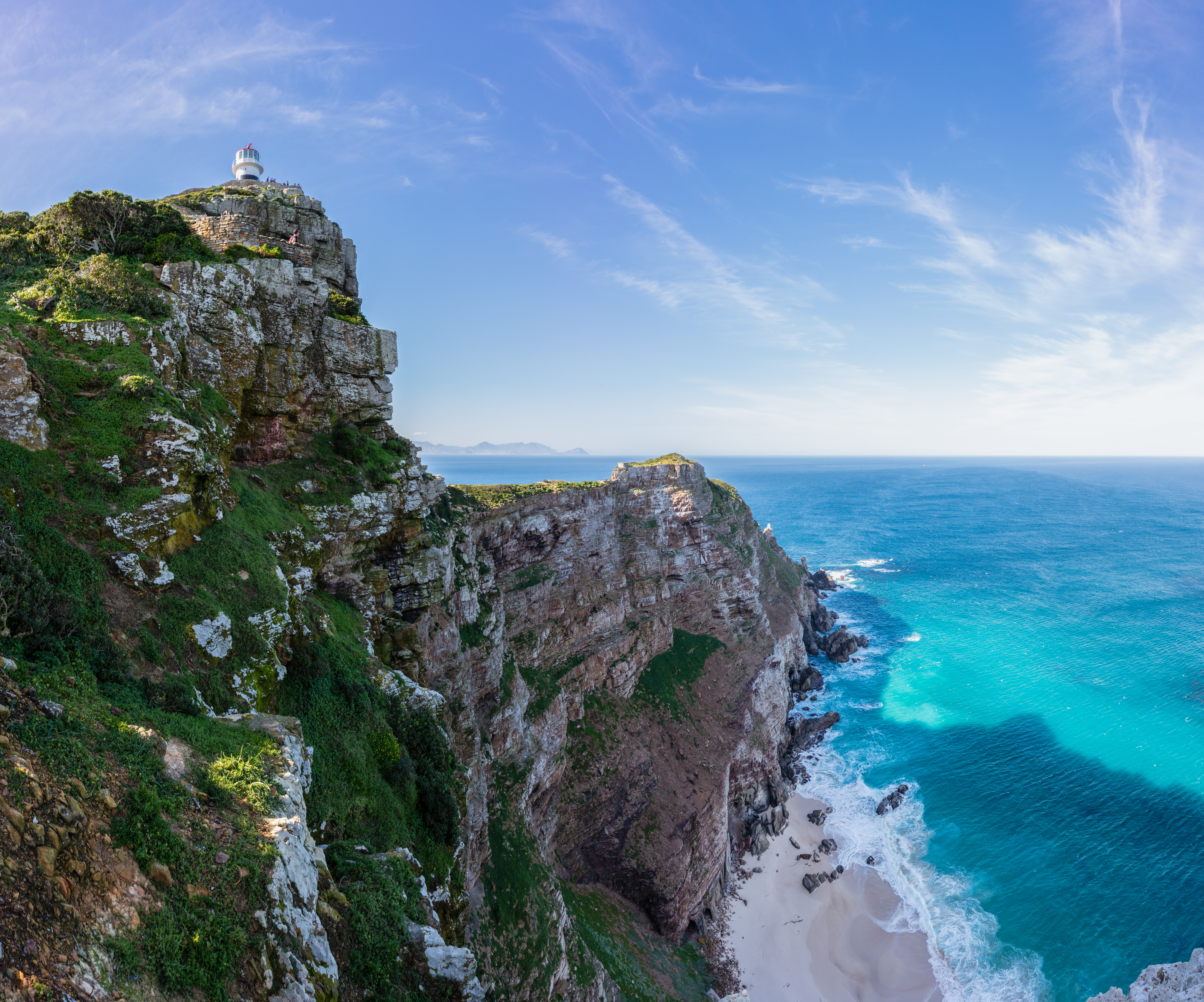
Privind din spatele vechiului far (stânga sus) spre noul far (punctul alb luminat de soare foarte aproape de vârf). Farurile sunt la 700 de metri distanță, iar noul far este cu 162 metri mai jos, astfel încât să poată fi văzut în nori joși.

Punctul Capului (în engleză Cape Point; în afrikaans Kaappunt) este un promontoriu în capătul sud-estic al Peninsulei Cape, un peisaj muntos și pitoresc care se întinde de la nord la sud pentru aproximativ 30 de kilometri până la vârful sud-vestic al Africii de Sud și continentului african. Cape Town și Muntele Masă sunt în apropiere și sunt situate la capătul nordic al aceleiași peninsule. Punctul Capului este situat la 34°21′26″S 18°29′51″E / 34.35722°S 18.49750°E, la aproximativ 2,3 kilometri est și puțin spre nord de Capul Bunei Speranțe de pe capătul sud-vestic a peninsulei. Deși aceste două promontorii stâncoase sunt bine cunoscute, niciuna dintre ele nu este de fapt punctul cel mai sudic al continentului african; cel mai sudic este Capul Agulhas, la aproximativ 150 de kilometri est-sud-est.

## Vârfurile
Vârful promontoriului este mai mare decât cel al Capului Bunei Speranțe. Creasta de gresie accidentată (gresia Muntelui Masă) se ridică de la nivelul mării în două vârfuri muntoase. Există un vârf mai mare care definește profilul pitoresc în acea zonă, dar există, de asemenea, un vârf mai mic, aproximativ 100 metri mai la sud. Cel mai înalt vârf are vechiul far deasupra. Funicularul „Flying Dutchman” leagă parcarea cu zona de nord la aproximativ sub nivelul vechiului far, iar o scară scurtă duce la o platformă panoramică în jurul bazei farului. De la capătul funicularului o a doua cale duce la vârful mai mic. 

## Farul

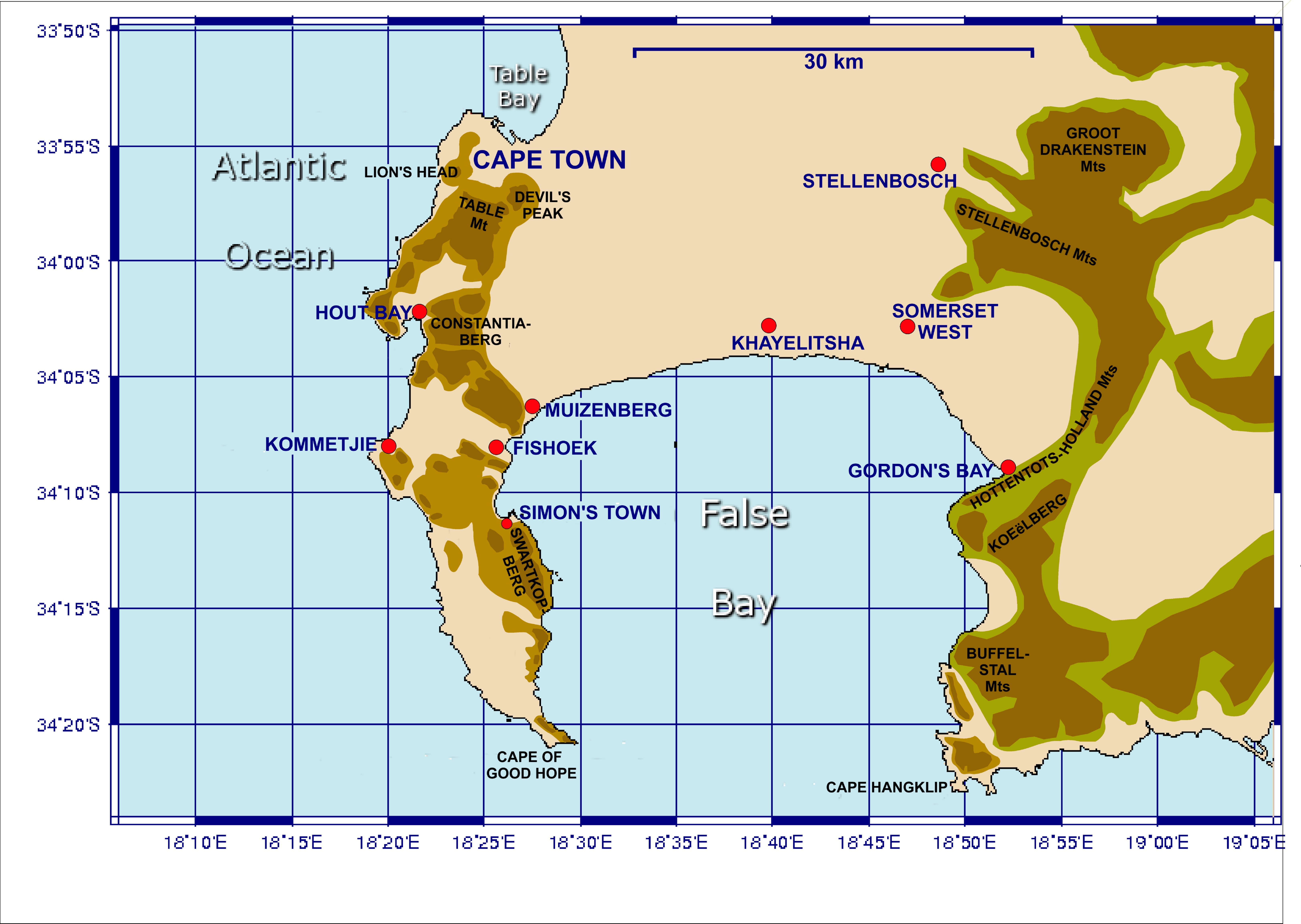
O hartă a Peninsulei Cape care prezintă principalele sale caracteristici. Punctul Capului este micul promontoriu care se întinde spre est de la Capul Bunei Speranțe până la capătul sudic al Peninsulei. Farul este situat pe vârful Capului, mai degrabă decât pe Capul Bunei Speranțe la vest.

Noul far este situat la o altitudine mai mică, din două motive. În primul rând, vechiul far, care se află la 34°21′12″S 18°29′25.2″E / 34.35333°S 18.490333°E (262 metri deasupra nivelului mării), putea fi văzut „prea devreme” de navele care înconjurau Punctul Capului spre est, ceea ce i-ar făcut să se apropie prea de aproape. În al doilea rând, ceața predomină adesea la nivelurile superioare a promontoriului, făcând vechiul far invizibil navelor în aceste condiții meteo. La 18 aprilie 1911, linia portugheză „Lusitania” s-a naufragiat chiar la sud de Punctul Capului la 34°23′22″S 18°29′23″E / 34.38944°S 18.48972°E pe „Bellows Rock” tocmai din acest motiv. Acest eveniment a determinat mutarea farului.
Noul far, situat la 34°21′26″S 18°29′49″E / 34.35722°S 18.49694°E, nu poate fi văzut din vest până când navele nu se află la o distanță sigură spre sud. Lumina noului far este cea mai puternică de pe coasta Africii de Sud, cu o autonomie de 63 kilometri (39 mi; 34 nmi) și o intensitate de 10 megacandele pentru fiecare bliț.

## Parcul Național Table Mountain
Punctul Capului este situat în Parcul Național Table Mountain, într-o secțiune a parcului denumită Capul Bunei Speranțe. Această secțiune acoperă întregul vârf sudic al Peninsulei Capului și ocupă aproximativ 20% din suprafața sa totală. Secțiunea Capul Bunei Speranțe este în mare parte sălbatică, nealterată și nedezvoltată și este un refugiu important pentru păsările marine. Vegetația de la Punctul Capului este alcătuită în principal din fynbos.

## Curenți marini

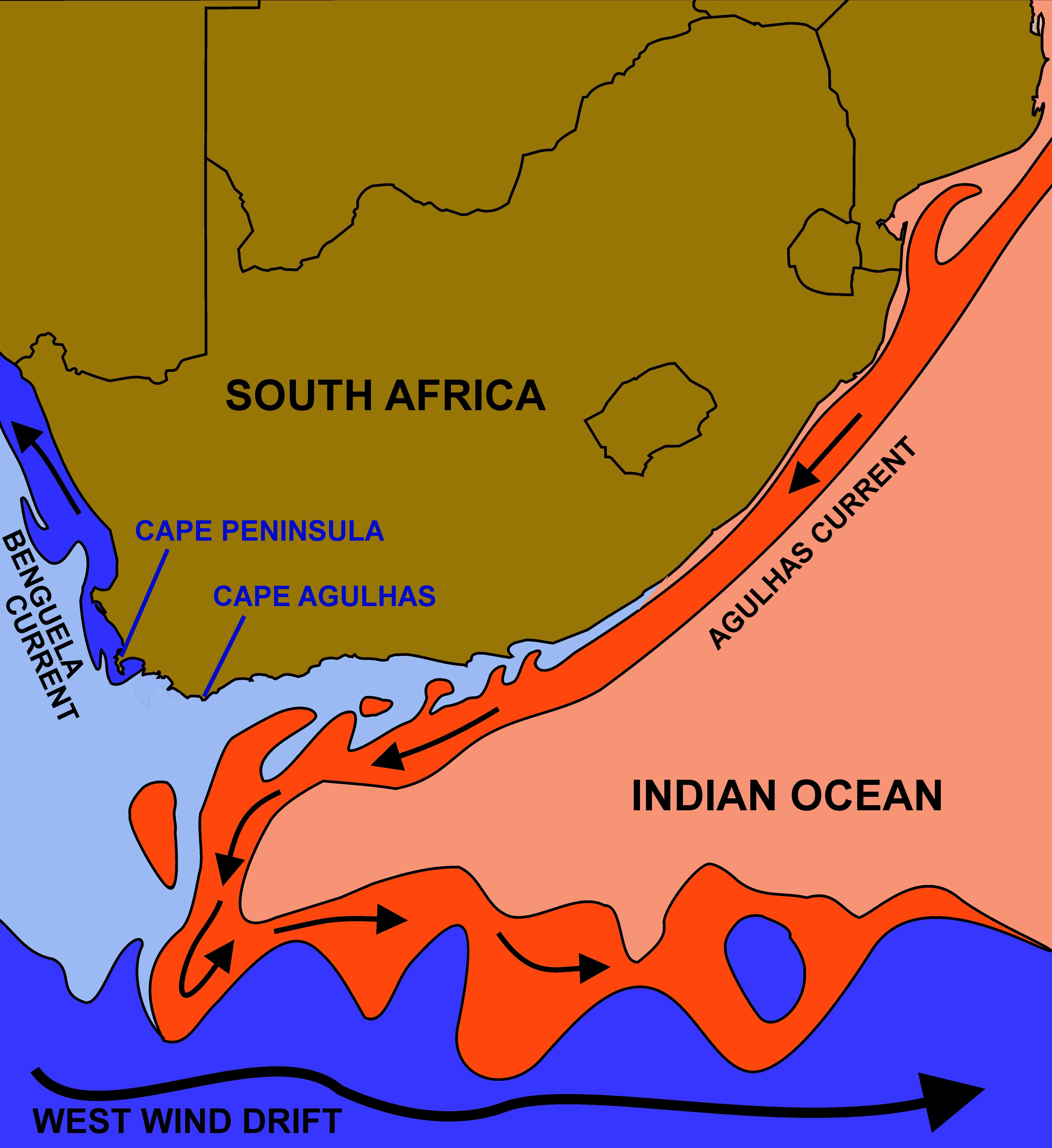
Fluxurile calde ale curentului Agulha (în roșu) de-a lungul coastei de est a Africii de Sud și cele reci ale curentului Benguela (în albastru) de-a lungul coastei de vest. Curentul Benguela nu provine din apele antarctice ale Oceanului Atlantic de Sud, ci din curentul ascendent din adâncurile reci ale Oceanului Atlantic care afectează coasta de vest. Cele două curente nu se „întâlnesc” nicăieri de-a lungul coastei de sud a Africii, cu excepția vârtejurilor aleatorii ale celor două curente care se amestecă la vest de Capul Agulha.

Este adesea susținut în mod eronat că Punctul Capului este locul în care se întâlnesc curentul rece Benguela al Oceanului Atlantic și curentul cald Agulha din Oceanul Indian. De fapt, punctul de întâlnire fluctuează de-a lungul coastei sudice și sud-vestice a Africii de Sud, de obicei între Capul Agulha și Punctul Capului. Cei doi curenți care se amestecă contribuie la crearea microclimatului Cape Town și a împrejurimilor sale. Contrar mitologiei populare, punctul de întâlnire al curenților nu produce efecte vizuale evidente; nu există nici o „despărțire a oceanului” în care marea să-și schimbe cumva culoarea sau să arate diferit. Cu toate acestea, există valuri, maree și curenți localizați în jurul punctului și în apele adiacente care sunt puternice și periculoase. Aceste ape tulburi au fost martorii a nenumărate dezastre maritime în secolele care au urmat primelor încercări de navigație.
Pescuitul prosperă de-a lungul coastei, dar valurile imprevizibile fac pescuitul de pe stânci foarte periculos. De-a lungul anilor, zeci de pescari au fost luați de pe platformele stâncoase și uciși de valurile imprevizible. Golful False Bay, care se deschide spre est și nord de Punctul Capului, este locația binecunoscutei bază navală din suburbia Simon's Town. De asemenea, golful este cunoscut pentru rechini albi, care vânează otariidele sud-africane care trăiesc în acea zonă.

## Cercetări climatice
Punctul Capului este locul uneia dintre stațiile de cercetare atmosferică ale sistemului Global Atmosphere Watch. La începutul secolului al XX-lea, aisbergurile din Antarctica au fost ocazional observate din Punctul Capului. Nu au existat observări recente de gheață, pe care unii climatologi și experți le-au atribuit încălzirii globale.

## Galerie

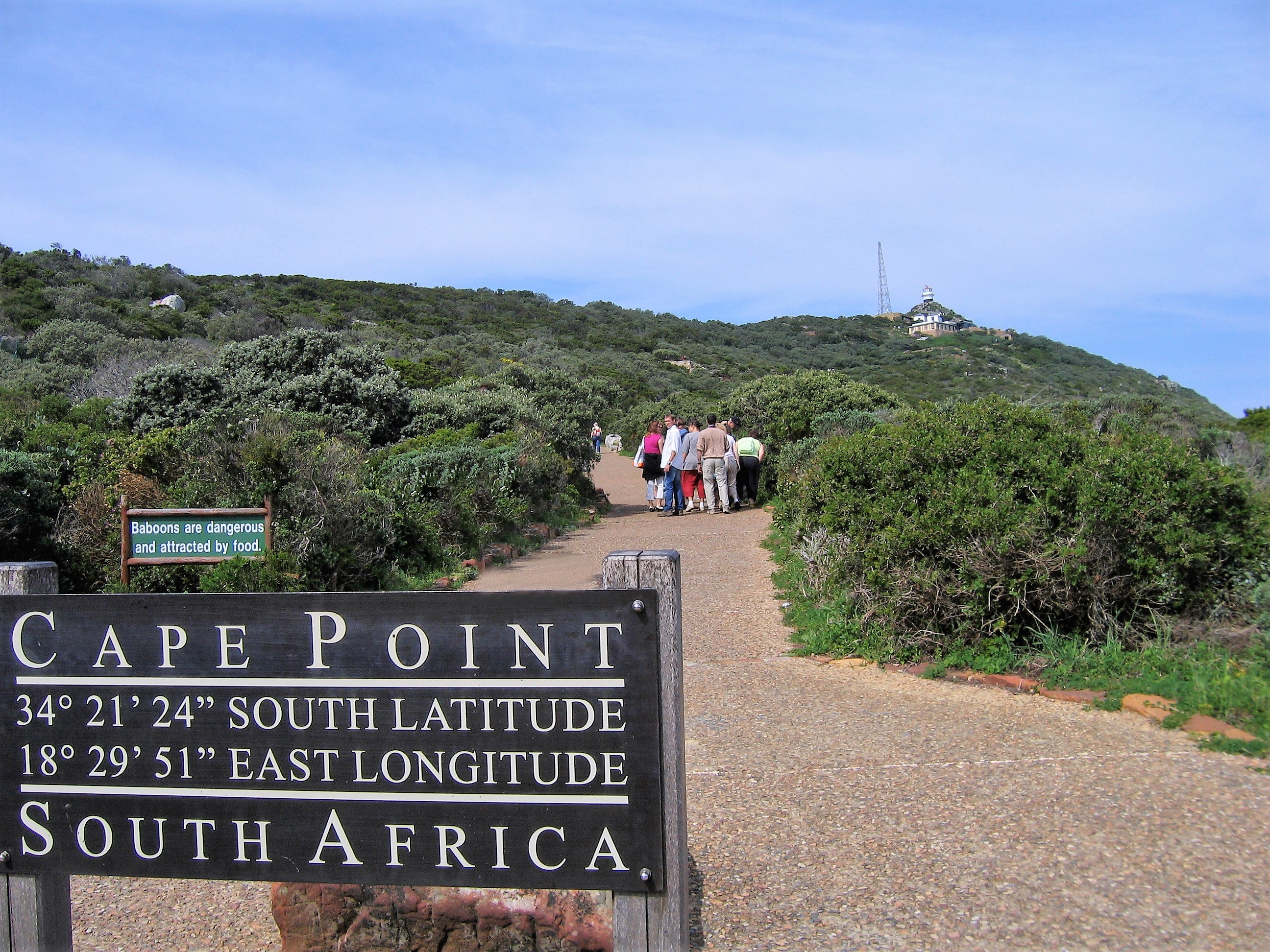
Intrarea la Punctul Capului
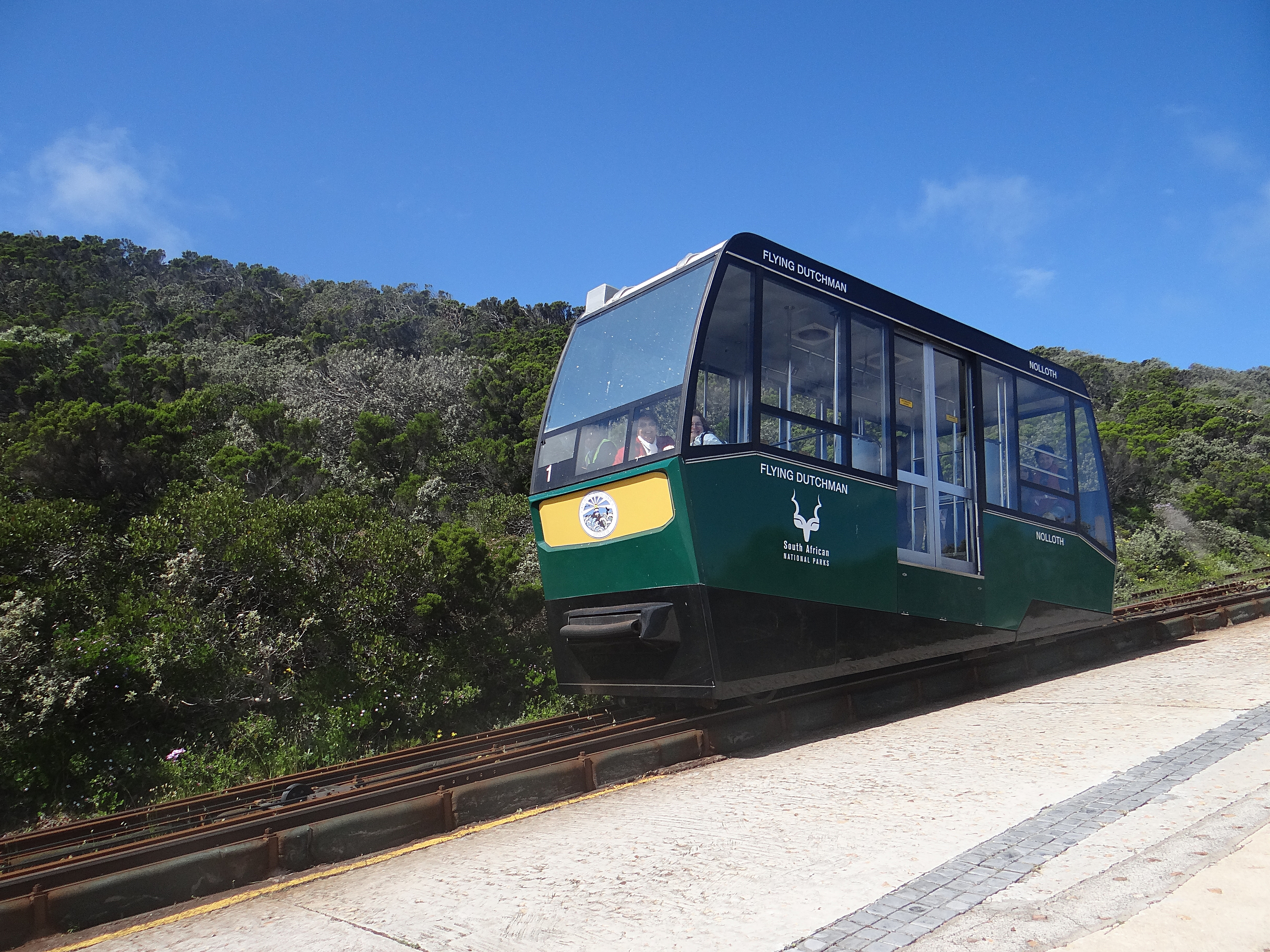
Furnicarul "Flying Dutchman"
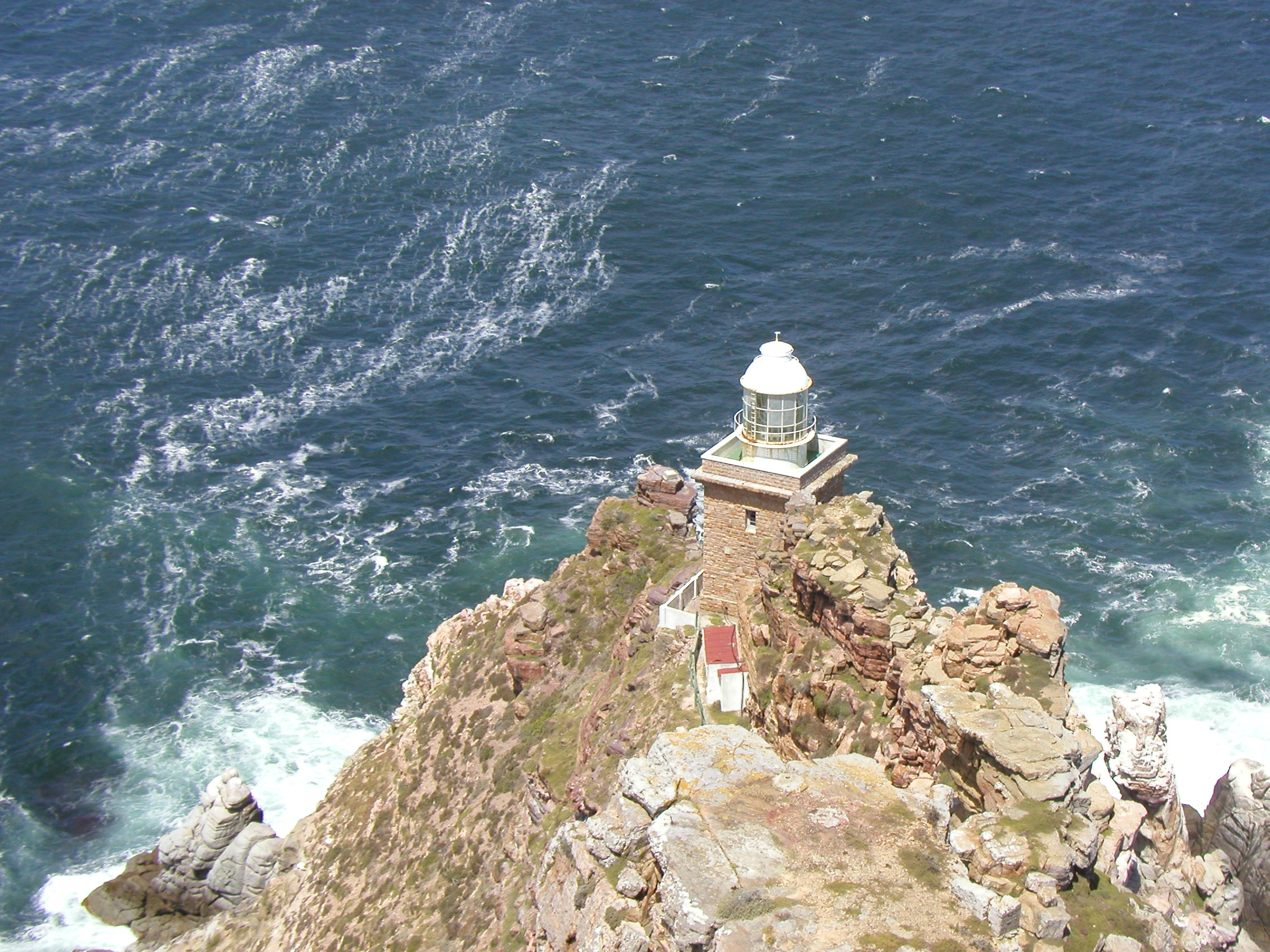
„Noul” far din 1919, pe vârful Dias al Punctul Capului
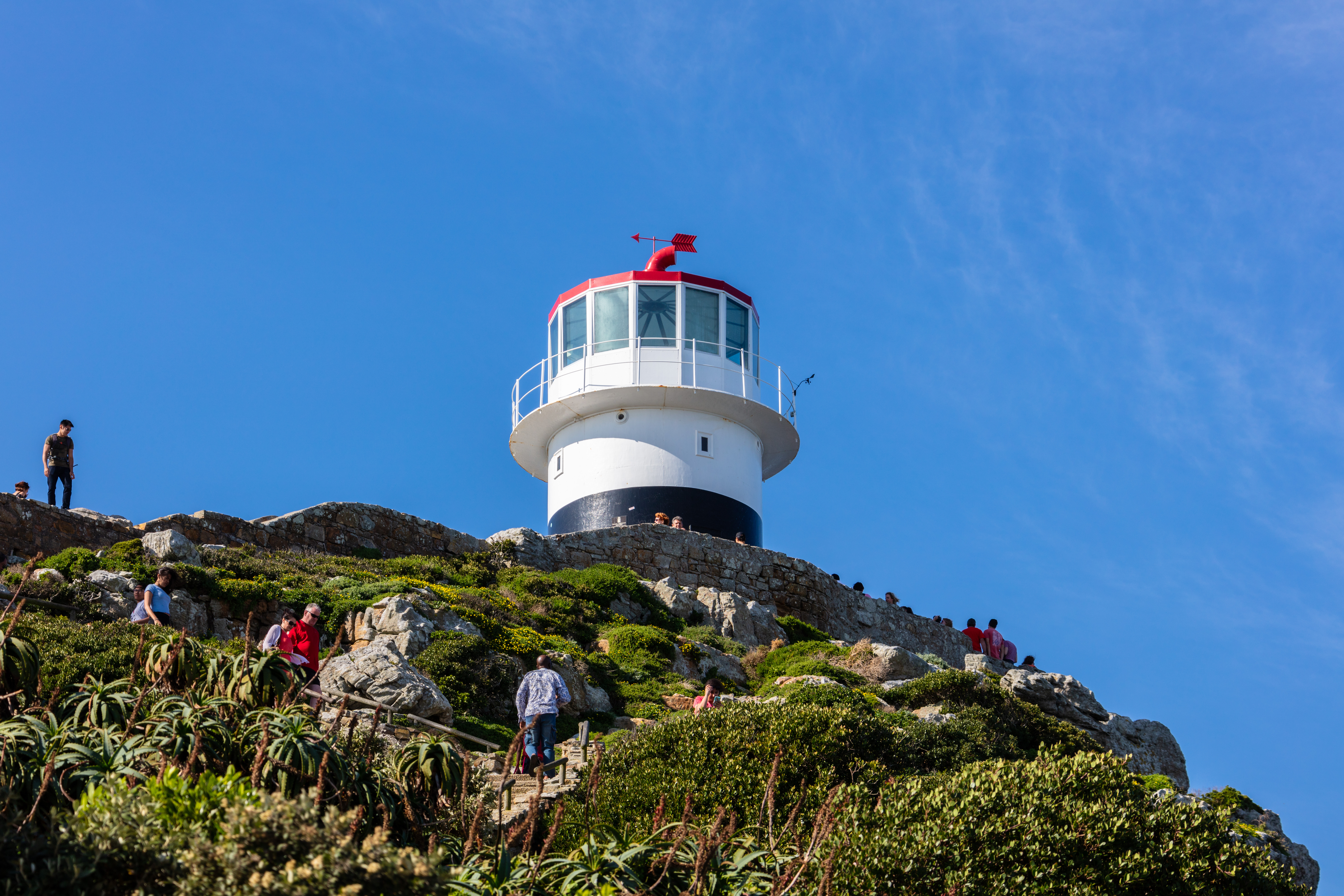
Vechiul far din vârful promontoriului, în folosință din 1860 până în 1919
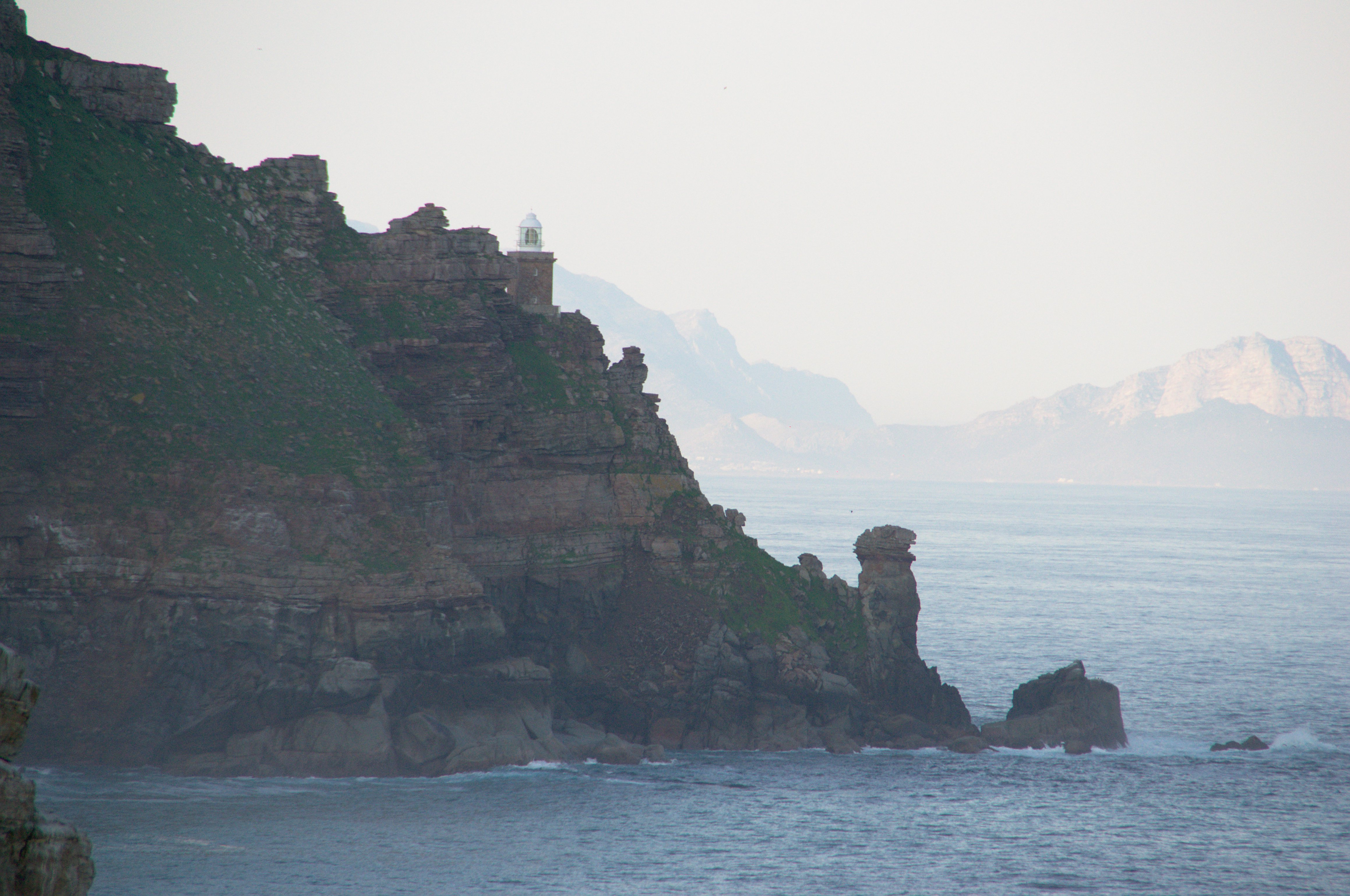
Punctul Capului și noul far văzut din vest. Dincolo poți vedea golful False Bay.
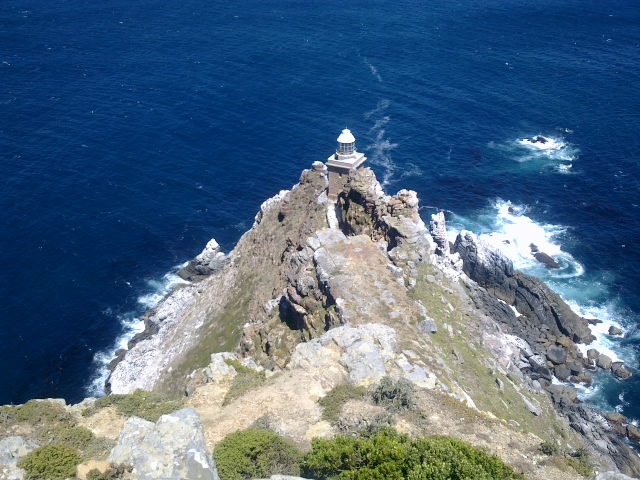
Valurile se sparg în jurul stâncii Dias, chiar lângă vârf.